# Gens Sicínia
La gens Sicínia (en llatí: Sicinia gens) va ser una gens romana amb una única branca patrícia i les altres plebees.
El patrici d'aquesta gens més destacat va ser Tit Sicini Sabí, cònsol l'any 487 aC. La resta de Sicinii que la historia menciona van ser tots plebeus. I encara que no van obtenir el consolat es van destacar en la defensa dels drets dels plebeus en les seves lluites contra els patricis.

## Personatges destacats
- Luci Sicini Bel·lut, cap plebeu a la revolta de Mons Sacer el 494 aC
- Gai Sicini, tribú de la plebs el 470 aC
- Luci Sicini Dentat, militar romà conegut com l'Aquil·les romà, tribu de la plebs el 454 aC
- Gai Sicini, tribú de la plebs el 449 aC
- Tit Sicini, tribú de la plebs el 395 aC
- Luci Sicini, tribú de la plebs el 387 aC
- Gneu Sicini, pretor el 183 aC
- Gneu Sicini, pretor el 172 aC
- Gneu o Luci Sicini, tribú de la plebs el 76 aC